# Milton Lins
Milton Felipe de Albuquerque Lins (Cabo de Santo Agostinho, 20 de julho de 1927 – Recife, 8 de março de 2015) foi um médico, contista e tradutor brasileiro.
Formado em Medicina pela antiga Universidade do Recife, era cirurgião cardiovascular.

## Vida pessoal
Formado em medicina pela Universidade do Recife, era cirurgião cardiovascular. Casou-se com Maria Amorim (1929–2019) em 1951. Deixaram 2 filhos, uma filha e 3 netos. Seus filhos seguiram sua carreira de médico. Seu pai também escreveu vários livros, incluindo História do Cabo, em 2 volumes.

## Entidades a que pertenceu
- Sociedade Brasileira de Médicos Escritores (SOBRAMES) - Regional de Pernambuco;[3]
- Academia Pernambucana de Letras - Ocupava a cadeira 8, eleito em 1999;[4]
- Academia de Letras e Artes do Nordeste - Ocupava a cadeira 46;
- União Brasileira de Escritores;
- União de Médicos Escritores e Artistas Lusófonos - UMEAL.

## Livros publicados
- Prestações de contos
- Recontando histórias
- O sino escarlate (Contos)
- Livro preto (memórias de viagens)
- ABC… Contos
- Rimbaud em metro e rima
- Espólio poético de André Chénier - ISBN 978-85-902560-1-4
- Sonetos de William Shakespeare - ISBN 978-85-95596-04-5 -(Ver citação)
- A última gravação
- Pequenas traduções de grandes poetas - Volume I - ISBN 978-85-86206-19-1
- Pequenas traduções de grandes poetas - Volume II - ISBN 978-85-86206-45-0
- Pequenas traduções de grandes poetas - Volume III - ISBN 978-85-373-0380-1
- Vinte histórias de magia real (e de humor fictício) - ISBN 978-85-98896-09-0

## Prêmios
- Prêmio Odorico Mendes de melhor tradutor brasileiro de 2010, outorgado pela Academia Brasileira de Letras.[5]